# Marie Kubicová

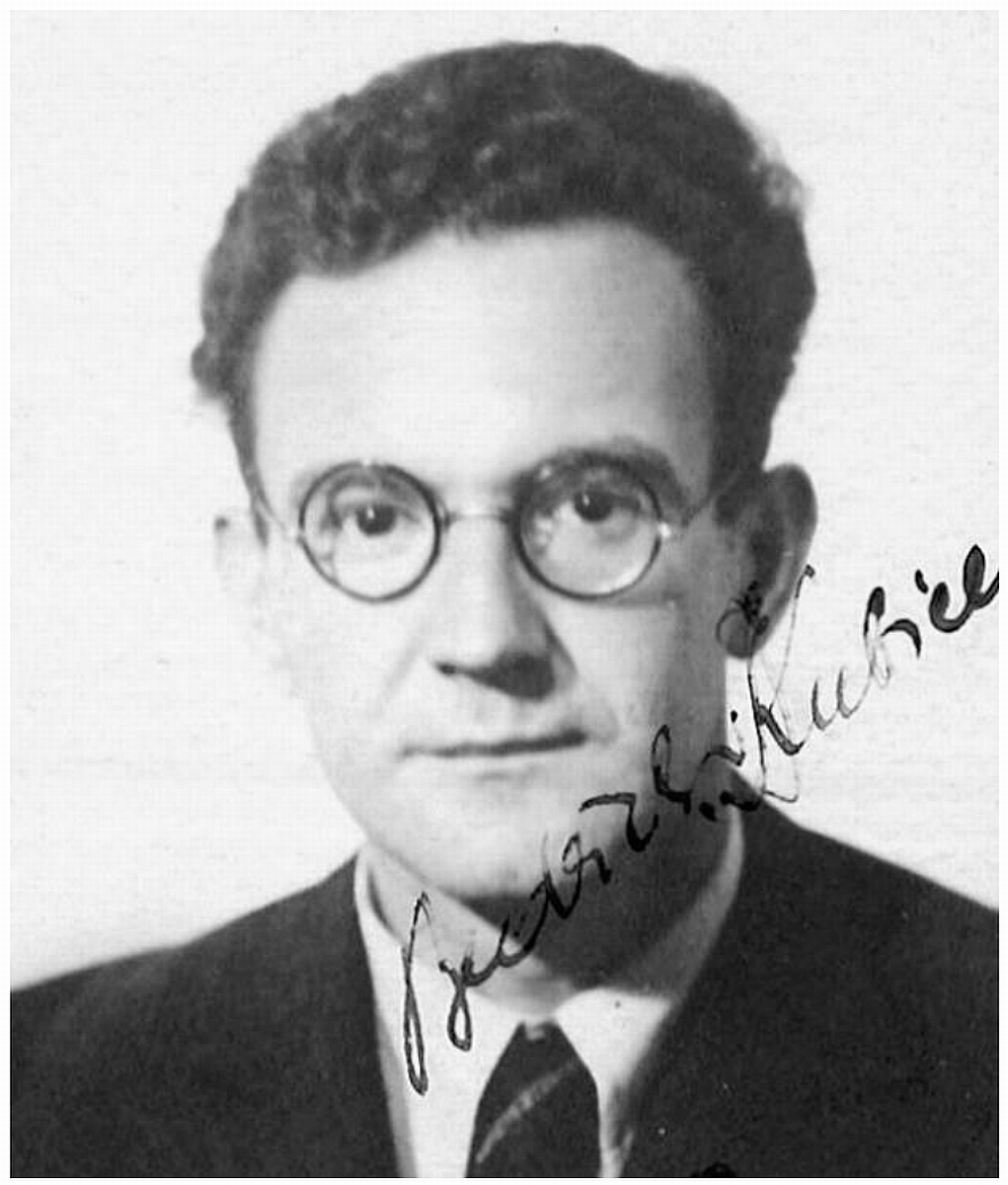
Její manžel Bedřich Kubice

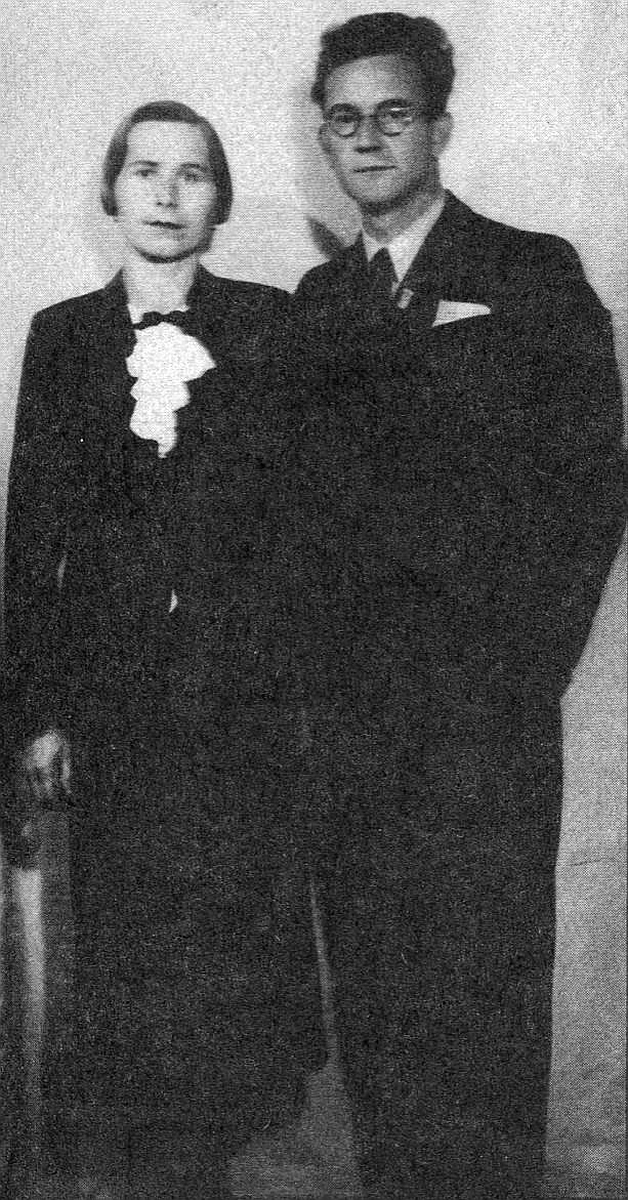
Manželé Kubicovi

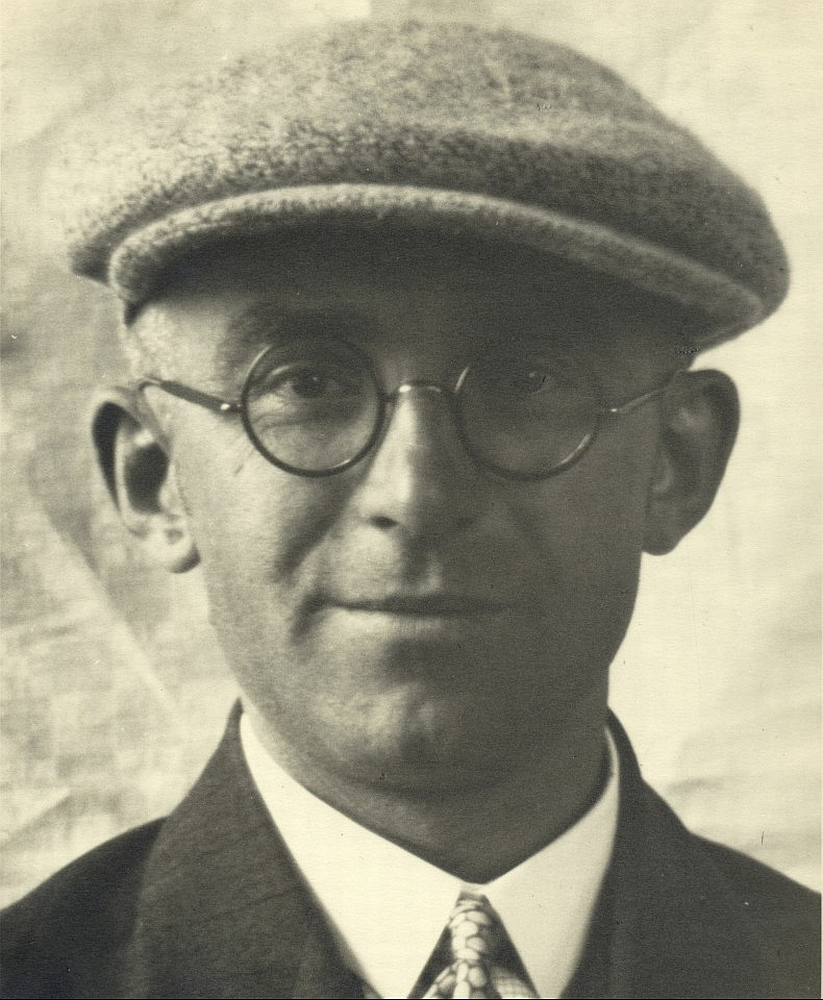
Jan Zelenka-Hajský

Marie Kubicová, rozená Lorencová (18. ledna 1905 Žamberk – 24. října 1942 koncentrační tábor Mauthausen) byla za svobodna zdatná cvičenka a sokolská funkcionářka. Spolu se svým manželem – odborným učitelem a sokolským funkcionářem Bedřichem Kubicem – se za protektorátu zapojila do domácího protiněmeckého odboje. Oba se stali členy sokolské ilegální skupiny Jindra a byli podporovateli parašutistů výsadku Anthropoid.

## Život

### Rodinné zázemí
Marie Lorencová se narodila 18. ledna 1905 v Žamberku do rodiny známého stavitele Františka Lorence. Její matkou byla Marie Lorencová (rozená Burgrábková). Manželé Lorencovi měli celkem čtyři děti. Po smrti Františka Lorence se ovdovělá Marie Lorencová znovu provdala za úředníka okresní politické správy v Žamberku JUDr. Raoula la Garde. V roce 1916 byl její nový manžel přeložen (coby úředník) k okresnímu hejtmanství v Duchcově a celá rodina Lorencových se do Duchcova přestěhovala. Po vzniku Československé republiky (28. října 1918) byl jmenován do čela politické správy na tomto úřadě.

### Sokolské aktivity
Jedenáctiletá Marie i její sestra Františka navštěvovaly v Žamberku cvičení v Sokole, a tak v sokolských aktivitách pokračovaly i po přesídlení rodiny do Duchcova. Tam se Marie postupně vypracovala ve zdatnou sokolskou cvičenku a dokonce i závodnici. Od roku 1924 vyhrávala všechny župní závody ve cvičeních vyššího stupně a v roce 1928 (jen vinou nehody) skončila v přeboru České obce sokolské na 4. místě. Současně úspěšně nacvičovala tzv. „amsterodamské sestavy”, neboť byla vybrána do 25členného družstva žen České obce sokolské (ČOS) na letní IX. olympijské hry 1928 do Amsterdamu. Sokolky v Amsterdamu přímo nezávodily, ale předváděly ukázky gymnastických cvičení žen, za což byly ale odměněny olympijskými medailemi. Pětadvacetiletá Marie Lorencová zvítězila na závodech vyššího stupně v létě 1929 na sletu polského sokolstva v Poznani.
Současně se cvičením se Marie věnovala i dalším (organizačním) aktivitám. V Praze v roce 1924 absolvovala čtyřnedělní cvičitelskou školu; v roce 1925 se stala okrskovou vedoucí dorostenek a od roku 1927 vykonávala funkci župní náčelnice dorostenek Sokolské župy Krušnohorské–Kukaňovy. Kromě funkce „náčelnice žen“ se věnovala také výuce tance.
JUDr. Raoul la Garde byl v roce 1932 jmenován radou okresního úřadu v Plzni a rodina se v létě roku 1932 stěhovala do Plzně. Do práce v plzeňské sokolské župě, kde bylo registrovaných více než 5 000 žen, se Marie začlenila v župním členském odboru. Svoje sportovní kvality potvrdila Marie v roce 1932 svým vítězstvím v župních závodech vyššího stupně. V nové jednotě Sokol Plzeň I. se stala aktivní členkou odboru odbíjené. V letech 1934 a 1935 družstvo žen zvítězilo na přeborech župy, České obce sokolské i na mistrovství Československa. Svoje kvality pak sokolky potvrdily i vítězstvím na přeborech Svazu slovanského sokolstva v Osijeku a v Bělehradě v Jugoslávii. V roce 1936 se stala Marie Lorencová spoluautorkou cvičební sestavy na župní slet.

### Bedřich Kubice
Dne 21. srpna 1936 se Marie Lorencová vdala za vlastenecky smýšlejícího odborného učitele Bedřicha Kubiceho, se kterým se celá léta (prakticky od malička) dobře znala ještě ze svého působení v duchcovské Tělocvičné jednotě Sokol. Po působení v Praze se učitel Bedřich Kubice vrátil v polovině 30. let 20. století do Duchcova. V Tělocvičné jednotě Sokol Kubice vykonával funkci zástupce starosty (tj. byl místostarostou duchcovského sokola) a později jednatelem Sokolské župy Krušnohorské-Kukaňovy, jejímž starostou byl na sklonku 30. let 20. století Jan Zelenka-Hajský.

### V Sudetech
Po podepsání Mnichovské dohody (30. září 1938) a po záboru Sudet začala být manželům Kubicovým v Duchcově „horká půda pod nohama“. Jako přitěžující okolnost bylo rodině Kubiců vyčítáno vlastnictví Českého domu, který podle nacistů sehrál „neblahou roli při čechizaci města“. Kubiceho matka totiž provozovala „Český dům“, aby v Duchcově posílila českou menšinu, a nemovitost vlastnila až do roku 1934, kdy zemřela a Bedřich s Marií se přestěhovali do „bažantnice“. V Duchcově se manželé Kubicovi stali terčem nenávisti duchcovských nacistů a před připojením k Říši svůj domov (spolu s řadou dalších vlastenců) opustili a přestěhovali se do Prahy.

### V Praze
Zprvu manželé Kubicovi bydleli dočasně (pod křídly obce sokolské) v pražském Tyršově domě. Marie Kubicová opustila Duchcov jen s nejnutnějšími osobními předměty, a když se v prosinci roku 1938 odvážila k cestě zpět pro nábytek, byla zadržena gestapem, vyslýchána, krátce zadržena, ale nakonec propuštěna. Později (za protektorátu) bydleli Kubicovi v činžovním domě (Chotkův palác) na pražské adrese Hellichova 458/1.
Marie Kubicová se v Praze stala náčelnicí Sokolské župy Podbělohorské. Tuto funkci vykonávala prakticky až do úředního zákazu a rozpuštění sokolské organizace (11. října 1941). V září 1941 se manželům Kubicovým narodil syn Bedřich Kubice (1941 – 6. listopadu 1980).

### Aktivity a odbojová činnost v Praze
Po příchodu do Prahy se Bedřich Kubice zapojil do práce v obranném výboru České obce sokolské. V Tyršově domě vedl úřadovnu sokolské župy Krušnohorské-Kukaňovy, jejímž úkolem bylo postarat se o bezradné uprchlíky z Němci okupovaného českého pohraničí. Odtud už byl jen krok, aby se záhy (po nastolení protektorátu) aktivně zapojil do domácího odboje v rámci ilegální sokolské skupiny Jindra, jejíž radikální odnož vedl Jan Zelenka-Hajský. Po seskoku parašutistů se pak Bedřich Kubice i Marie Kubicová začlenili do široké rodiny podporovatelů parašutistů z Londýna a zajišťovali jim vše, co potřebovali k ilegálnímu životu v protektorátu (včetně spolehlivého ubytování).

### Zatčení, výslechy, věznění
Po atentátu na Heydricha (27. května 1942), následné zradě Karla Čurdy (16. června 1942) a po rozhodujícím boji parašutistů v pravoslavném chrámu svatého Cyrila a Metoděje na Novém Městě pražském (18. června 1942) byl Bedřich Kubice zatčen gestapem 18. července 1942 ve své kanceláři v budově Zemské školní rady, která sídlila v měšťanském domě na pražské adrese Letenská 526/2. Byl spoután a odvlečen do pankrácké věznice a podroben zostřeným výslechům (s mučením) v Petschkově paláci. Ke svědectví jeho protiněmecké činnosti byli přizváni a vyslechnuti i někteří nacisté z Duchcova.
Marie Kubicová byla zatčena 24. srpna 1942. Několik dní po jejím zatčení byl jejich jediný ani ne roční syn Bedřich z péče příbuzných odebrán a dán na převýchovu a druhou světovou válku přežil.
Marie a Bedřich Kubicovi byli vyslýcháni v Petschkově paláci, zároveň věznění na Pankráci, odkud byli převezeni do věznice gestapa v Malé pevnosti Terezín a odtud pak deportováni do koncentračního tábora Mauthausen, kde byli 24. října 1942 spolu s ostatními členy sokolské odbojové organizace Jindra zabiti střelou do týla.

## Připomínky
- Její jméno i jméno jejího manžela (Bedřich Kubice) je uvedeno na pamětní desce věnované členům malostranského Sokola padlých v letech 1939-45, umístěné na domě na adrese U Lanové dráhy 609/3, Praha 1.[11]
- Její jméno (Kubicová Marie roz. Lorencová *18.1.1905) i jméno jejího manžela (Kubice Bedřich *7.7.1900) je uvedeno na pomníku při pravoslavném chrámu svatého Cyrila a Metoděje (Praha 2, Resslova 9a). Pomník byl odhalen 26. ledna 2011 a je součástí Národního památníku obětí heydrichiády.[12][13][14]
- V Duchcově připomíná manžele Marii a Bedřicha ulice „Kubicových“.[15][16]

## Galerie

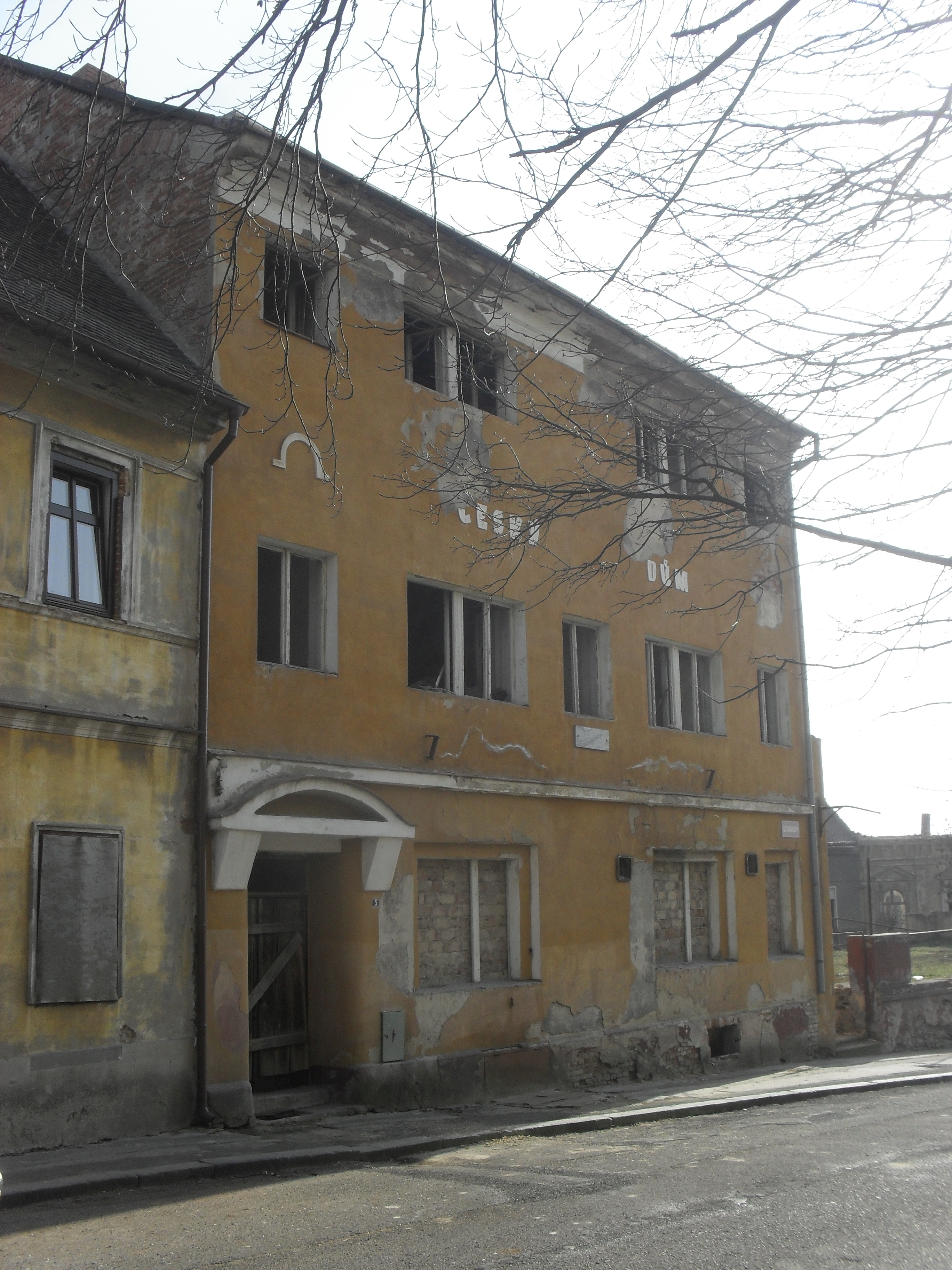
Český dům v Duchcově (rok 2014)[p. 1]
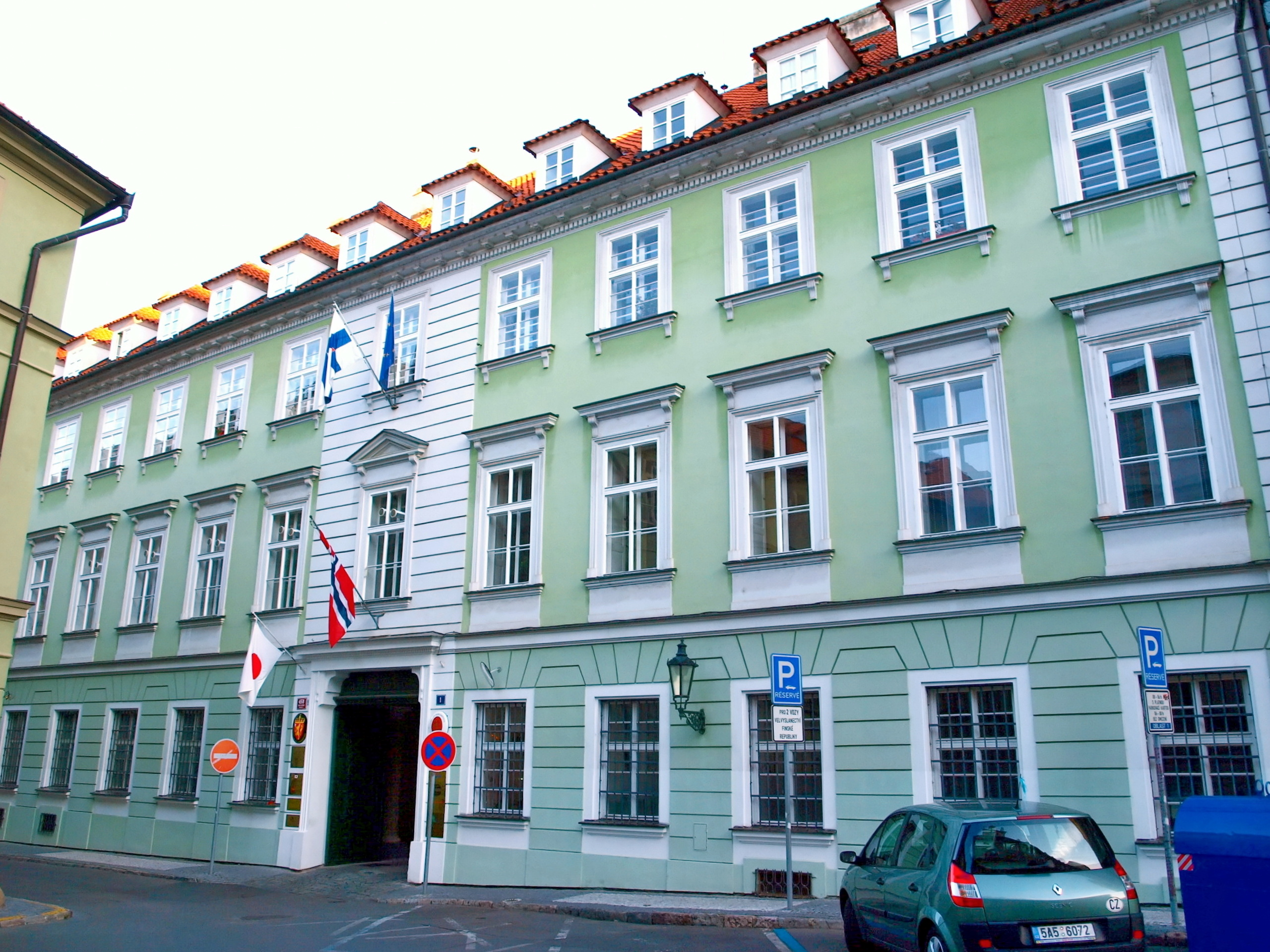
Chotkův palác na adrese Hellichova 458/1, kde Kubicovi bydleli[1] (rok 2012)
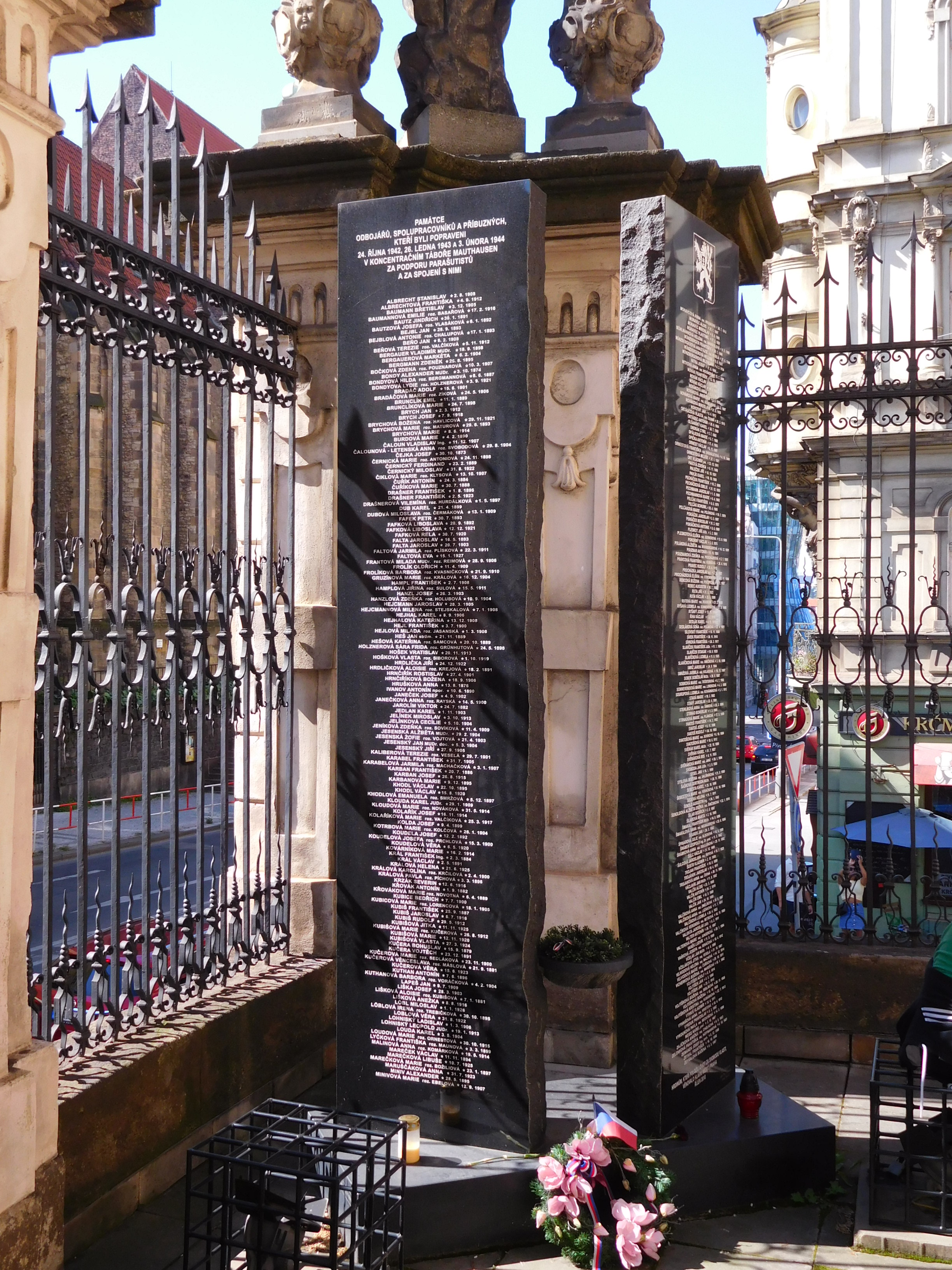
Pomník odbojářům popraveným a umučeným v souvislostí s operací Anthropoid (Resslova ulice)